# ラトナシリ
ラトナシリ（モンゴル語: Radnaširi/Раднашири）は、コンギラト部出身の女性で、モンゴル帝国第8代皇帝ブヤント・カアン（仁宗アユルバルワダ）の妃の一人。『元史』などの漢文史料では阿納失失里（ānàshīshīlǐ）皇后、阿納失舎里（ānàshīshèlǐ）皇后と記される。

## 概要
『元史』ではコンギラト部出身であるとされるが、その家系や生年については一切記録がない。時期は不明であるが皇族のアユルバルワダに嫁ぎ、大徳7年（1302年）2月にシデバラを産んだ。カイシャン、アユルバルワダの兄弟がカアンに即位するにあたってはコンギラト部出身の母親ダギが大きな役割を果たしていたが、兄カイシャンには非コンギラト出身の側室から産まれた子供しかおらず、ダギの孫世代でコンギラト部出身の女性を母に持つのはシデバラのみであった。そのため、ダギはカイシャンの子供を疎み、コンギラト出身の女性（ラトナシリ）から産まれたシデバラを厚遇することとなった。
アユルバルワダがブヤント・カアン（仁宗）として即位すると、皇慶2年（1313年）2月にラトナシリは皇后とされた。延祐7年（1320年）正月にブヤント・カアンが崩御すると息子のシデバラがゲゲーン・カアン（英宗）として即位し、ラトナシリに皇太后の尊号を与えた。至治2年（1322年）、ラトナシリは亡くなり、荘懿慈聖皇后と諡された。